# Mogonye
Mogonye est une ville du Botswana.